# Andrej Perlov
Andrej Borisovitsj Perlov (Russisch: Андрей Борисович Перлов) (Novosibirsk, 12 december 1961) is een voormalig Russisch snelwandelaar, die uitkwam voor de Sovjet-Unie en het Gemenebest van Onafhankelijke Staten. Hij behoorde gedurende langere tijd tot de top van het snelwandelen, maar door het grote aantal toppers uit de Sovjet-Unie werd hij niet vaak naar internationale toernooien uitgezonden.
In 1984 won hij namens de Sovjet-Unie een gouden medaille op de Vriendschapsspelen in Moskou. Op het onderdeel 50 km snelwandelen versloeg hij de Tsjech Pavol Szikora (zilver) en zijn landgenoot Viktor Dorovskikh (brons). Een jaar later won hij een zilveren medaille op de Universiade. Ditmaal werd hij verslagen door zijn landgenoot Mostovic die dezelfde finishtijd klokte.
Zijn eerste grote titel won hij op het 50 kilometer snelwandelen bij het EK van 1990 in Split. Bij de 50 km snelwandelen van de WK van 1991 in Tokio liep hij op kop met zijn landgenoot Aleksandr Potasjov. Zij gingen met de armen over elkaars schouder tegelijk over de finish, Potashov werd op basis van de finishfoto tot winnaar uitgeroepen, en Perlov won zilver. Het grootste succes volgde bij de Olympische Spelen van 1992 in Barcelona, waar Perlov het goud greep bij het 50 km snelwandelen.
De persoonlijke records van Perlov op 20 kilometer en 50 km snelwandelen zijn beide voormalige wereldrecords.

## Titels
- Olympisch kampioen 50 kilometer snelwandelen 1992
- Europees kampioen 50 kilometer snelwandelen 1990
- Sovjet-Russisch kampioen 50 kilometer snelwandelen 1984, 1985, 1989
- Sovjet-Russisch kampioen 20 kilometer snelwandelen 1990

## Palmares

### 20 km snelwandelen
- 1985:  Universiade - 1.25,52

### 50 km snelwandelen
- 1984:  Vriendschapsspelen - 3.43,06
- 1985:  Wereldbeker - 3:49.23
- 1989:  Wereldbeker - 3:44.12
- 1990:  EK - 3:54.26
- 1991:  WK - 3:53.09
- 1992:  OS - 3:50.13

## Persoonlijke records
| Onderdeel                 | Prestatie | Datum           | Plaats    |
| ------------------------- | --------- | --------------- | --------- |
| 10.000 meter snelwandelen | 40.27,2   | 1 augustus 1980 | Rjazan    |
| 20 km snelwandelen        | 1:18.20   | 26 mei 1990     | Moskou    |
| 50 km snelwandelen        | 3:37.41   | 5 augustus 1989 | Leningrad |

1932: Thomas Green ·
1936: Harold Whitlock ·
1948: John Ljunggren ·
1952: Pino Dordoni ·
1956: Norman Read ·
1960: Don Thompson ·
1964: Abdon Pamich ·
1968: Christoph Höhne ·
1972: Bernd Kannenberg ·
1980: Hartwig Gauder ·
1984: Raúl González ·
1988: Vjatsjeslav Ivanenko ·
1992: Andrej Perlov ·
1996: Robert Korzeniowski ·
2000: Robert Korzeniowski ·
2004: Robert Korzeniowski ·
2008: Alex Schwazer ·
2012: Jared Tallent ·
2016: Matej Tóth ·
2020: Dawid Tomala